# Tauernscheckenziege

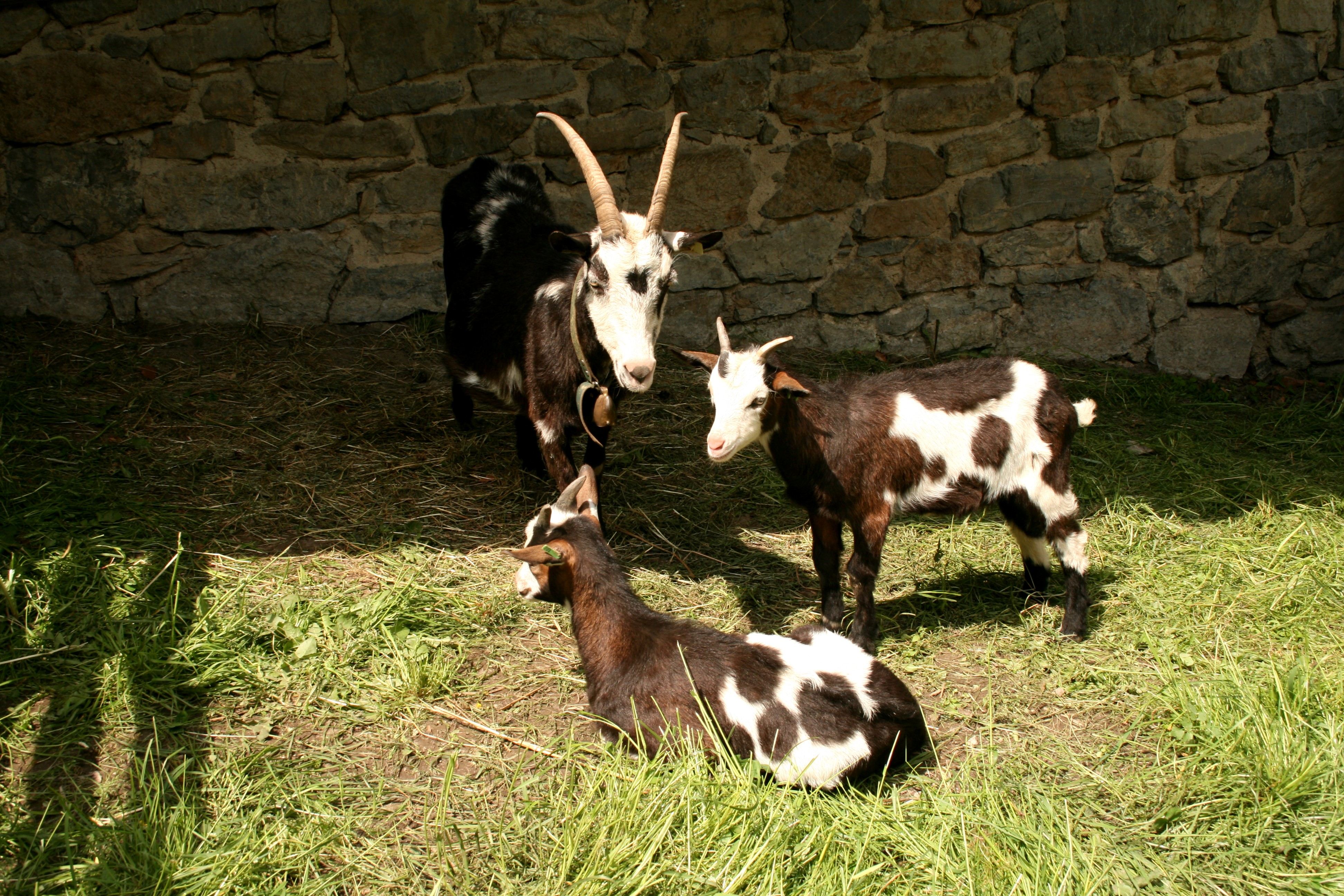
Tauernschecken

Die Tauernscheckenziege ist eine eigenständige, autochthone, vitale, langlebige und trittsichere Gebirgsziegenrasse. Sie wurde ursprünglich in den Tälern und Almen der Hohen Tauern rund um den Großglockner, dem höchsten Berg Österreichs, gehalten.
Die Rasse ist bei einem kurzen Haarkleid ohne Behang lebhaft braun/weiß/schwarz, mitunter auch schwarz/weiß gescheckt. Eine durchgehende Blässe am Kopf, wobei die Ohren und der Augenbereich deutlich pigmentiert sind, ist rassetypisch. Dies war bei der Alpung gewünscht, da der Senner so die Ziegen auch bei frühen Schneefällen oder herbstlicher Braunfärbung der Alpenflora in den weiten Bergkaren leichter finden konnte. Andererseits stellt die Restpigmentierung des Kopfes einen Schutz gegen die intensive Sonneneinstrahlung auf den Hochalmen dar.
Tauernschecken zeichnen sich durch hoch angesetzte, gut ausgebildete Euter mit ansprechender Milchleistung aus. So waren die Euter im unwegsamen Almgelände gut vor Verletzungen geschützt.
Tauernscheckenziegen sind behornt und vererben dieses Rassenmerkmal homozygot. Die Höhe des Widerrists beträgt bei den männlichen Ziegen 75–90 cm, bei den weiblichen 70–80 cm, das Gewicht der Böcke 60–85 kg, der Geißen 50–70 kg.
Diese exklusive Ziegenrasse ist eine hochgefährdete Haustierrasse. Durch eine private Initiative in Rauris konnte ihr Bestand gerettet werden. In Österreich wird mittlerweile ein internationales Herdbuch vom Salzburger Zuchtverband geführt.

## Rassecharakteristika
Die Tauernscheckenziege ist eine Mehrnutzungsrasse, was sich schon im Körperbau zeigt: ein trockenes Fundament mit harten Klauen gibt ihr Trittsicherheit selbst in steilem und felsigem Gelände. Ihr hoch angesetztes, straffes Euter vermindert die Verletzungsgefahr an Felskanten oder Gestrüpp und liefert zudem eine beachtliche Milchmenge, die früher für die Herstellung des original Pinzgauer Käses verwendet wurde. Gelegentliche Milchmessungen ergaben Werte von bis zu 879 kg in bis zu 270 Tagen.
Wie auch die anderen Bergziegenrassen, sind die Tauernschecken gute Futterverwerter und gleichzeitig relativ genügsam. Damit eignen sie sich für eine neue Nutzungsform, die in dem Maß zuzunehmen scheint, als die herkömmliche Grünlandbewirtschaftung zurückgeht, nämlich die Landschaftspflege.
Die auffallende Scheckung ist dabei für den Halter von Vorteil, da die Tiere sowohl im Schnee als auch vor dunklem Hintergrund gut sichtbar sind. Dennoch dürfte das Einzeltier, solange es sich im rassegleichen Herdenverband und dieser sich uneingeschränkt bewegen kann, vor Beutegreifern ähnlich gut geschützt sein, wie ein wildfarbenes. Lenkt ein einziges, anders als die übrige Gruppe gefärbtes Tier die Aufmerksamkeit von Fressfeinden auf sich, so wirkt eine Herde Gescheckter verwirrend auf den Betrachter, denn die Körperkonturen des Individuums lösen sich optisch auf. Dadurch wäre diese Ziegenrasse vor Angriffen von Bären oder Luchsen besser geschützt. Die Verteilung der Pigmentierung hat noch weitere öko-physiologische Funktionen: der starke Weiß-Dunkel-Kontrast im Haarkleid mit ausgeprägter Stirnblässe garantiert dem Halter die Sichtigkeit der Tiere im Gelände zu jeder Jahreszeit und schützt zugleich die empfindliche Augen-Ohrenpartie vor UV-Licht. Die Fellfarbe ist entweder zweifarbig schwarzweiß oder dreifarbig schwarz, braun und weiß. In diese Richtung geht auch die Selektion auf ausreichende, möglichst durchgehende Pigmentierung auf der Körperoberseite, also im Bereich von Hals, Schultern, Rücken und Kruppe.
Die Tauernscheckenziege hat ein kurzes Haarkleid und ist in beiden Geschlechtern gehörnt. Die Hörner der Böcke zeigen meist eine Drehung nach außen, die der Geißen sind eher säbelförmig. Das Euter sitzt fest und straff am Bauch-Becken-Boden an und hat relativ kurze Zitzen, was Euterverletzungen während des Almaufenthaltes in Regionen mit Büschen und Felsvorsprüngen weitgehend vorbeugt. Außerhalb der Laktationszeit bildet sich das Euter fast vollständig zurück.
Besonders hervorzuheben ist ihre Robustheit und die damit verbundene geringe Anfälligkeit gegenüber Erkrankungen. Die Haltung in den Hochalpen während der Almzeit sorgt zudem für eine entsprechende Selektion. Die Tauernscheckenziege ist frühreif. Bereits mit ca. 10,5 Monaten erfolgt oft die erste Ablammung, bei einer Fruchtbarkeit von ca. 200 %. Die Tragzeit ist 150 bis 160 Tage.
Die Körpermasse liegt bei der Geburt bei ca. 3,5 kg. Bei Aufzucht an der Mutter erreichen die Kitze mit etwa 2 Monaten eine Körpermasse von 14 bis 16 kg.

## Zuchtgeschichte
Der erste nachweisbare Züchter plattengescheckter Bergziegen war Kaspar Mulitzer, geboren 1884 im Pinzgauer Taxenbach, der sie schon als Kind gehalten hatte. Ab 1926 in der Rauriser Rohrmoosalm ansässig, hat er eine ungefähr hundertköpfige Herde im Talschluss des Krumltales weitergezüchtet. Davon waren etwa 40 Milchziegen, der Rest Kitze und galte Jungziegen sowie einige Deckböcke. Diesen Bestand hat Mulitzer bis zu seinem Tod 1956 durch Sammelfahrten in andere Regionen der Alpen immer wieder ergänzt und aufgefrischt. Einzelne Scheckenziegen finden sich bei etlichen Kleinbauern und Häuslern bis heute.
Die Zeit des Nationalsozialismus bedeutete dann für alle anderen als die Pinzgauer Ziegen eine aufgezwungene Verdrängungskreuzung durch die braunen Böcke. In diesen drei Jahren schrumpfte der Anteil reiner Scheckenziegen der Rohrmoosherde auf geschätzte 80 Stück – der versteckten Lage des Krumler Talschlusses ist das Überleben des Großteils der ursprünglichen Herde zu verdanken. Ab 1944 gelingt es sehr rasch, die fremdblütigen Tiere auszumerzen, zumal sich ein zweiter Züchter in Rauris, der Gassnerbauer, an der systematischen Zucht der Tauernscheckenziege beteiligt. Dieser ist es auch, der nach 1956, dem Todesjahr des alten Mulitzer und der darauffolgenden Auflösung dessen Herde, die gezielte Tauernscheckenzucht als einziger weiterführt bis 1962 ein Züchter mit konsequenter Herdbuchzucht einsteigt: Johann Wallner aus Rauris. Ab 1970, nach dem Aufhören von Gassner, trägt er alleine die Verantwortung für die Erhaltung dieser alten Rasse. Erst 1983 konnten weitere Züchter für die Mitarbeit gewonnen werden, ab 1992 auch außerhalb von Rauris, ab 1994 außerhalb Salzburgs. Mit der Gründung des Salzburger Zuchtverbandes für Schafe und Ziegen 1995 stieg die Anzahl von Züchtern bis 2002 auf 40 mit circa 250 Zuchttieren. Auch in den angrenzenden Nachbarländern Deutschland und Südtirol konnten sich Zuchtzentren etablieren. Auch der Tiergarten Schönbrunn beteiligt sich an der Erhaltungszucht.